# Ramira Langa
Pour les articles homonymes, voir Langa.
Ramira Langa est une joueuse mozambicaine de basket-ball .

## Carrière
Ramira Langa évolue en équipe du Mozambique dans les années 1980 et 1990. Elle remporte la médaille d'argent du Championnat d'Afrique féminin de basket-ball 1986 puis la médaille d'or aux Jeux africains de 1991 au Caire.
Elle joue en club au CD Maxaquene avec lequel elle remporte la Coupe d'Afrique des clubs champions en 1991.